# CICAP
CICAP, voluit Comitato Italiano per il Controllo delle Affermazioni sulle Pseudoscienze (Nederlands: Italiaans Comité voor het Onderzoeken van Pseudowetenschappelijke Claims) is een in 1989 opgerichte Italiaanse, skeptische educatieve non-profitorganisatie. CICAP's hoofddoel is het bevorderen van wetenschappelijke analyse van vermeende paranormale en pseudowetenschappelijke fenomenen en is lid van de European Council of Skeptical Organisations.

## Geschiedenis
De oorsprong van CICAP ligt bij de Italiaanse wetenschapsjournalist Piero Angela samen met een groep wetenschappers waaronder Margherita Hack, Tullio Regge. De eerste poging tot oprichting van een organisatie die zogenaamd 'paranormale' verschijnselen zou onderzoeken in Italië, stamt uit 1978, slechts twee jaar na de oprichting van het Committee for the Scientific Investigation of Claims of the Paranormal (CSICOP) –heden Committee for Skeptical Inquiry (CSI)– toen na Piero Angela’s televisieshow Indagine sulla parapsicologia ("Onderzoek naar parapsychologie") 22 wetenschappers en onderzoekers uit verscheidene disciplines een gezamenlijke verklaring publiceerden waarbij ze opriepen tot het vestigen van een dergelijk comité.

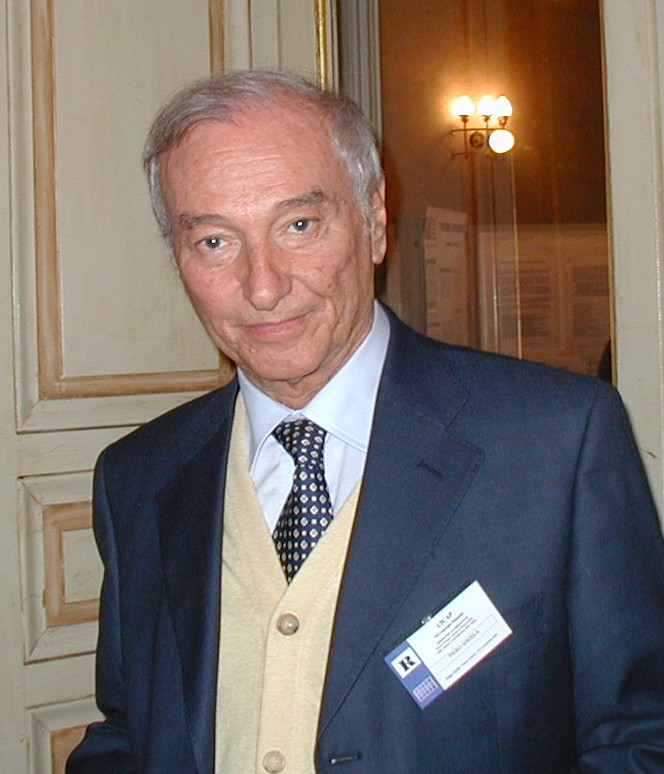
Piero Angela tijdens de nationale conventie van CICAP in 2001.

Het initiatief werd pas concreet in 1987–1988, toen Piero Angela verschillende bijeenkomsten organiseerde voor Italiaanse abonnees van het CSICOP-tijdschrift Skeptical Inquirer, die besloten werden met een bijeenkomst in Turijn op 9 oktober 1988. Daar werden de doelstellingen van de vereniging vastgesteld en koos men voor de naam Comitato italiano per il controllo delle affermazioni sul paranormale ("Italiaans Comité voor het Onderzoeken van Paranormale Claims"), gekozen omdat het acroniem “CICAP” leek op het Engelse begrip “check-up” ("controle").
Het Comité werd op 12 Juni 1989 geformaliseerd. Lorenzo Montali werd aangesteld als uitvoerend directeur en Massimo Polidoro als directeur van het verenigingstijdschrift. Twee Nobelprijswinnaars zijn leden (geweest): Carlo Rubbia en Rita Levi Montalcini. Een ander opmerkzaam lid is filosoof,semioticus en romanschrijver Umberto Eco. Huidig uitvoerend directeur is de Italiaanse skeptische onderzoeker en schrijver Massimo Polidoro.
In het begin hield CICAP zich voornamelijk bezig met parapsychologie (telepathie, psychokinese, etc.). Later vertakte CICAP zijn werkzaamheden naar andere pseudowetenschappelijke terreinen (zoals alternatieve geneeswijzen), historische legendes (zoals draken of het zwaard in de steen) en contemporaire legendes (broodjeaapverhalen). De toegenomen populariteit van andere pseudowetenschappelijke fenomenen brachten het Comité ertoe zijn naam te veranderen. In september 2013 kondigde CICAP aan dat de P in het acroniem veranderd zou worden van paranormale naar pseudoscienze ("pseudowetenschappen"). De nieuwe naam omvat niet alleen bovennatuurlijke verschijnselen, maar ook complottheorieën, broodjeaapverhalen, historische ontmaskeringen en pseudowetenschappelijke ideeën en claims met betrekking tot behandelingen waarvan de effectiviteit niet wetenschappelijk bewezen is.
Tijdens zijn bestaan heeft CICAP speurwerk verricht naar het testen van astrologische voorspellingen, de vermogens van magiërs, wichelroedelopers, gebedsgenezers en fakirs, graancirkels, buitenaardse wezens, het bloed van Januarius van Benevento (dat in Nature werd gepubliceerd) en contacten met het hiernamaals. Elke december publiceert CICAP een eindjaarrapport met daarin voorspellingen die astrologen en helderzienden dat jaar hebben gemaakt en in hoeverre deze voorspellingen zijn uitgekomen. Sinds 2009 organiseert CICAP een jaarlijkse “giornata AntiSuperstizione” ("Anti-bijgeloofdag") tijdens een vrijdag de 17e (in Italië is angst voor het getal 17 vergelijkbaar met angst voor het getal 13 elders).
De organisatie heeft altijd nauw samengewerkt met Italiaanse media om te verzekeren dat er nauwkeurig verslag gedaan zou worden van paranormale onderwerpen.
In oktober 2004 organiseerden CICAP en CSICOP samen het vijfde World Skeptics Congress in Italië.
Het logo van CICAP is gebaseerd op het Raster van Hermann. Het werd in 1992 ontworpen door Franco Ramaccini en in 2009 gewijzigd door de letters "CICAP" toe te voegen.

## Doelstellingen
De doelstellingen van CICAP zijn onder meer het onderzoeken van de authenticiteit van “mysterieën”, zogenaamde paranormale en pseudowetenschappelijke fenomenen in de media en het verspreiden van de resultaten van deze onderzoeken middels bijeenkomsten, conferenties en publicaties.
Door de verspreiding van deze informatie tracht CICAP de distributie van de wetenschappelijke methode en kritisch denken aan te moedigen en rationeel denken te bevorderen. "Polidoro beschouwt het als CICAP's hoofdtaak 'mensen alle feiten te geven, zodat ze zelf een mening kunnen vormen. We proberen geen mensen te bekeren. Vaak stellen mensen vragen over zaken die al zijn opgelost. We proberen de informatie naar de mensen te brengen.'"

## Bereik

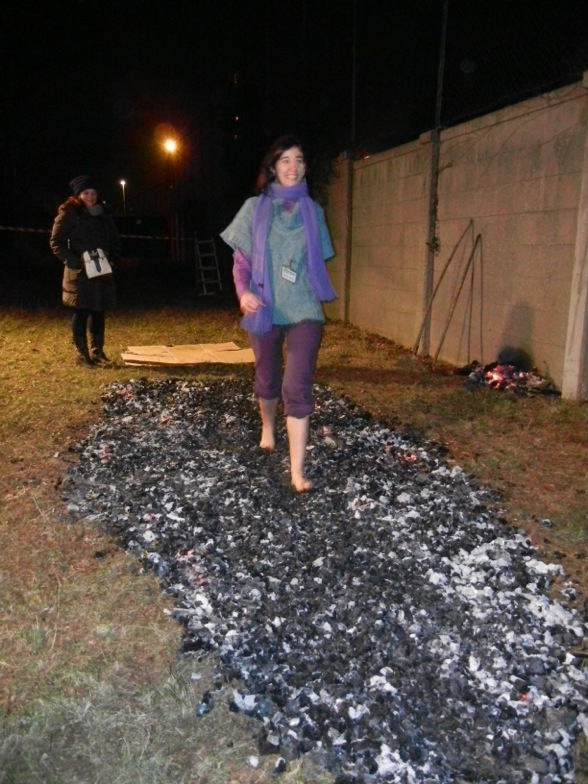
Marta Annunziata loopt over vuur.

De onderwerpen waarnaar CICAP onderzoek verricht kunnen in drie categorieën worden ingedeeld:
- Paranormale fenomenen die de fundamentele wetten van de moderne wetenschap zouden overtreden: experimenten in de parapsychologie zoals telepathie, precognitie, helderziendheid, telekinese. Andere onderwerpen die in deze categorie vallen worden over het algemeen beschreven als "wetenschappelijk onverklaarbaar": vuurlopen, bandstemmen (EVP), religieuze paranormale gebeurtenissen enzovoort.
- Pseudowetenschap: de disciplines die beweren dat zij wetenschappelijk geldig zijn, maar systematisch experimentele toetsing ontwijken wanneer de wetenschappelijke methode wordt toegepast: astrologie, alternatieve geneeswijzen, creationisme, aardstralen, numerologie, et cetera.
- Mysterieën en legendes: verhalen die niet per se paranormaal zijn, maar ongewoon, zoals broodjeaapverhalen, ufo's en vermeende buitenaardse gebeurtenissen zoals graancirkels, traditionele legendes zoals over draken of het zwaard in de steen.

## Methode
CICAP past rationeel skepticisme toe bij zijn activiteiten. Dit stelt dat iedere empirische uitspraak slechts kan worden geaccepteerd na experimentele verificatie. CICAP past de wetenschappelijke methode to bij zijn onderzoeken. CICAP werkt bij zijn experimenten vaak samen met goochelaars om het mogelijke gebruik van trucs te kunnen constateren. Een voorbeeld hiervan is de illusionist Silvan (Aldo Savoldello), een sympathisant van CICAP, die heeft meegewerkt aan enkele initiatieven van het Comité.

## Beperkingen
CICAP doet niet aan metafysica omdat dergelijke opvattingen niet wetenschappelijk bestudeerd kunnen worden. CICAP onderzoekt echter wel religieuze claims met betrekking tot materiële manifestaties zoals relikwieën of het 'bloedwonder' van de heilige Januarius in Napels, omdat deze fenomenen wetenschappelijk toetsbaar zijn. CICAP wil het publiek informeren. Zijn leden hebben verschillende religieuze en politieke overtuigingen, maar zijn het allemaal eens dat vermeende pseudowetenschappelijke verschijnselen dienen te worden onderzocht en de uitslagen worden gepubliceerd.

## Organisatie

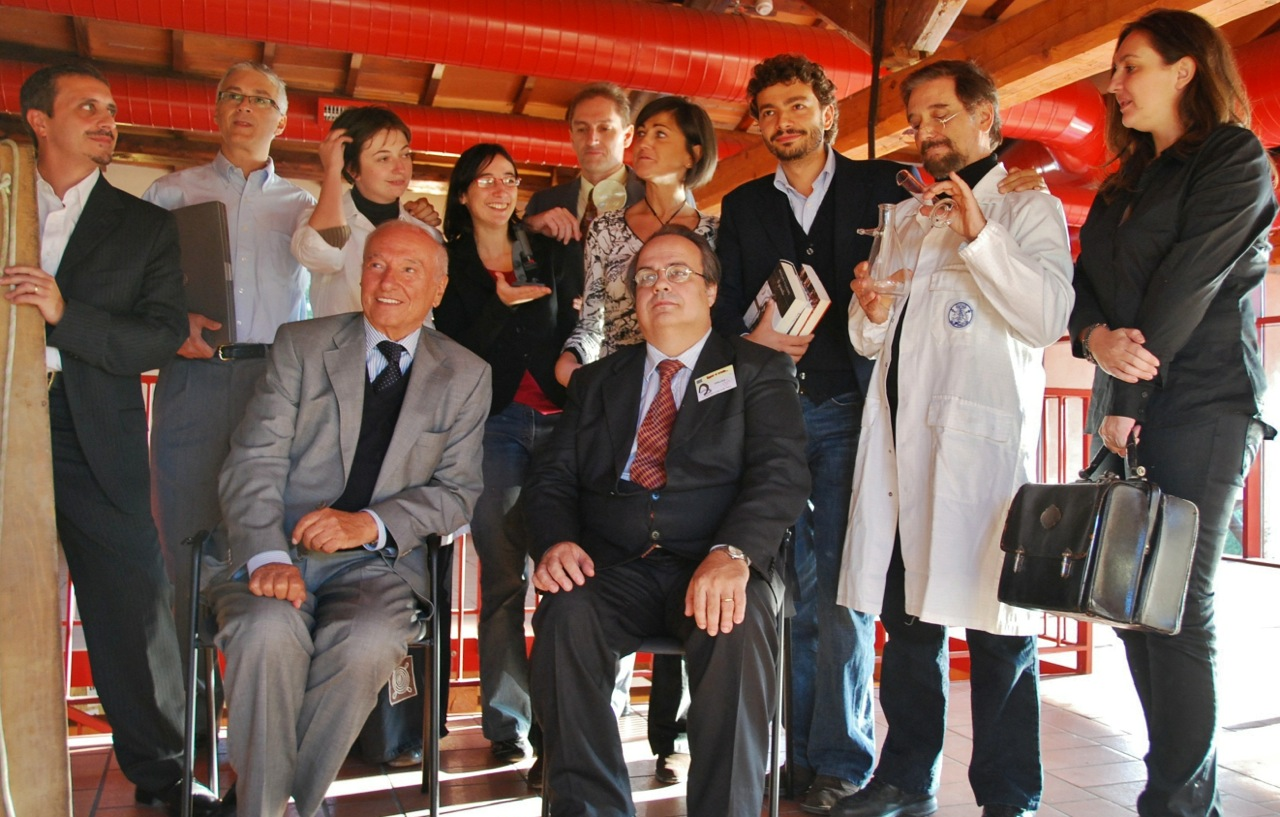
Vanaf links: Francesco Grassi, Marino Franzosi, Beatrice Mautino, Piero Angela, Marta Annunziata, Paolo Attivissimo, Francesca Guizzo, Steno Ferluga, Massimo Polidoro, Luigi Garlaschelli, Paola De Gobbi.

De vereniging bekostigt zichzelf. Haar leden zijn de enigen die haar ondersteunen, zoals aangetoond in een fondsenwervingscampagne begonnen in 2000: “Progetto CICAP 2000” (Project CICAP 2000), waarvan het doel was het Comité een permanent hoofdkwartier te verschaffen. Het doel was het ophalen van 300 miljoen lire (destijds ca. €155.000) voor de aankoop van de nodige infrastructuur. Het doel werd bereikt en de kantoorruimte werd gekocht in Padua. Opmerkelijk is de bijdrage van Tiziano Sclavi (vijf miljoen lire), omdat zijn fortuin gebaseerd was op het artistieke en literaire paranormale. Sclavi is een voorstander van CICAP en verklaarde dat het occulte en paranormale geweldige fictie opleveren, maar dat de werkelijkheid heel wat anders is.
Hoewel het nationale hoofdkwartier in Padua is gevestigd, worden de meeste activiteiten om het publiek te bereiken gecoördineerd vanuit Turijn, waar ook het nationale persarchief is opgeslagen. Sommige regio's hebben lokale groepen of afdelingen met hun eigen CICAP-takken. Momenteel bestaan er lokale groepen in Abruzzen-Molise, Emilia-Romagna, Friuli-Venezia Giulia, Lazio, Ligurië, Lombardije, Piëmont, Apulië, Sardinië, Sicilië, Toscane, Trentino-Zuid-Tirol en Veneto. Verder is er een lokale groep in het Italiaanstalige Zwitserse kanton Ticino.
| Ereleden                                  | Umberto Eco, Carlo Rubbia |
| Wetenschappelijke waarborgers             | Edoardo Boncinelli, Silvio Garattini, Umberto Veronesi |
| Emeritus-voorzitters                      | Steno Ferluga, Adalberto Piazzoli |
| Sturend comité                            | Sergio Della Sala (voorzitter), Lorenzo Montali (vicevoorzitter), Massimo Polidoro (uitvoerend directeur), Marino Franzosi (penningmeester), Andrea Ferrero (onderwijswaarnemer) |
| Actieve leden                             | Piero Angela, Stefano Bagnasco, Paola De Gobbi, Silvano Fuso, Luigi Garlaschelli, Francesco Grassi, Beatrice Mautino, Marco Morocutti |
| Namens de lokale groepen                  | Marta Annunziata |
| Bijdragende leden                         | Luciano Arcuri, Cesare Baj, Piero Bianucci, Riccardo Luccio, Danilo Mainardi, Claudio Marciano, Piergiorgio Odifreddi, Silvan, Roberto Vacca |
| Wetenschappelijke en technische adviseurs | Andrea Albini, Edoardo Altomare, Simone Angioni, Paolo Attivissimo, Matteo Borrini, Francesco Chiminello, Marco Ciardi, Gianni Comoretto, Diego Cuoghi, Sergio De Santis, Armando De Vincentiis, Giorgio Dobrilla, Mariapiera Marenzana, Ennio Peres, Massimo Picozzi, Telmo Pievani, Matteo Rampin, Gian Marco Rinaldi, Paolo Russo, Enrico Scalas, Galeazzo Sciarretta, Mariano Tomatis Antoniono, Giacomo Torzo, Paolo Toselli, Roberto Vanzetto |

## Conferenties en evenementen
CICAP organiseert iedere twee jaar een nationale conferentie waar interne en externe sprekers elkaar ontmoeten om te discussiëren over een paranormaal of pseudowetenschappelijk thema. De conferentie is open voor het algemene publiek, maar heeft wel een toegangsprijs om de activiteiten van de groep te financieren.

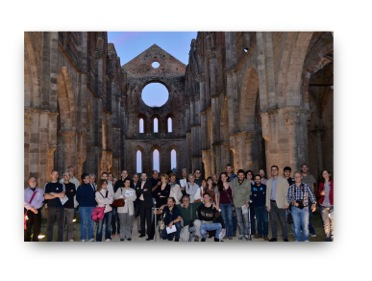
CICAP-ledenexcursie naar de abdij van San Galgano tijdens de XIIe Nationale Conferentie in Volterra 5–7 oktober 2012

| Jaar | Conferentie                                            | Thema                                                                              | Plaats        |
| ---- | ------------------------------------------------------ | ---------------------------------------------------------------------------------- | ------------- |
| 1991 | I Nationale Conferentie                                | Wetenschap en de paranormaal                                                       | Padua         |
| 1992 | IV European Skeptics Congress II Nationale Conferentie | "What experimental evidence for Paranormal Claims?”                                | San Vincenzo  |
| 1993 | III Nationale Conferentie                              | Contacten met gene zijde?                                                          | Cormons       |
| 1995 | IV Nationale Conferentie                               | Mysterieuze energieën                                                              | Macerata      |
| 1997 | V Nationale Conferentie                                | New Age: nieuwe tijd of oude ideeën?                                               | Padua         |
| 1999 | VI Nationale Conferentie                               | Wetenschap, het paranormale en de massamedia                                       | Padua         |
| 2001 | VII Nationale Conferentie                              | Alternatieve geneeswijzen: tussen echte noden en irrationaliteit                   | Reggio Emilia |
| 2003 | VIII Nationale Conferentie                             | De terugkeer van magie                                                             | Turijn        |
| 2004 | V World Skeptic Congress IX Nationale Conferentie      | Opgeloste mysterieën                                                               | Abano Terme   |
| 2004 | I Internationale conferentie                           | Broodjeaapverhalen, verontreiniging                                                | Turijn        |
| 2006 | X Nationale Conferentie                                | Paranormaal, Watson?                                                               | Padua         |
| 2008 | Conferentie                                            | En toch gelooft men... bijgeloof en geloof aan de vooravond van de 21e eeuw        | Padua         |
| 2009 | XI Nationale Conferentie                               | De evolutie van het mysterie                                                       | Albano Terme  |
| 2011 | Conferentie                                            | De cijfers kloppen niet - De fascinatie van getallen tussen wetenschap en mysterie | Turijn        |
| 2012 | XII Nationale Conferentie                              | 2012 - Wie kan, redde zichzelf                                                     | Volterra      |

## Onderzoeken

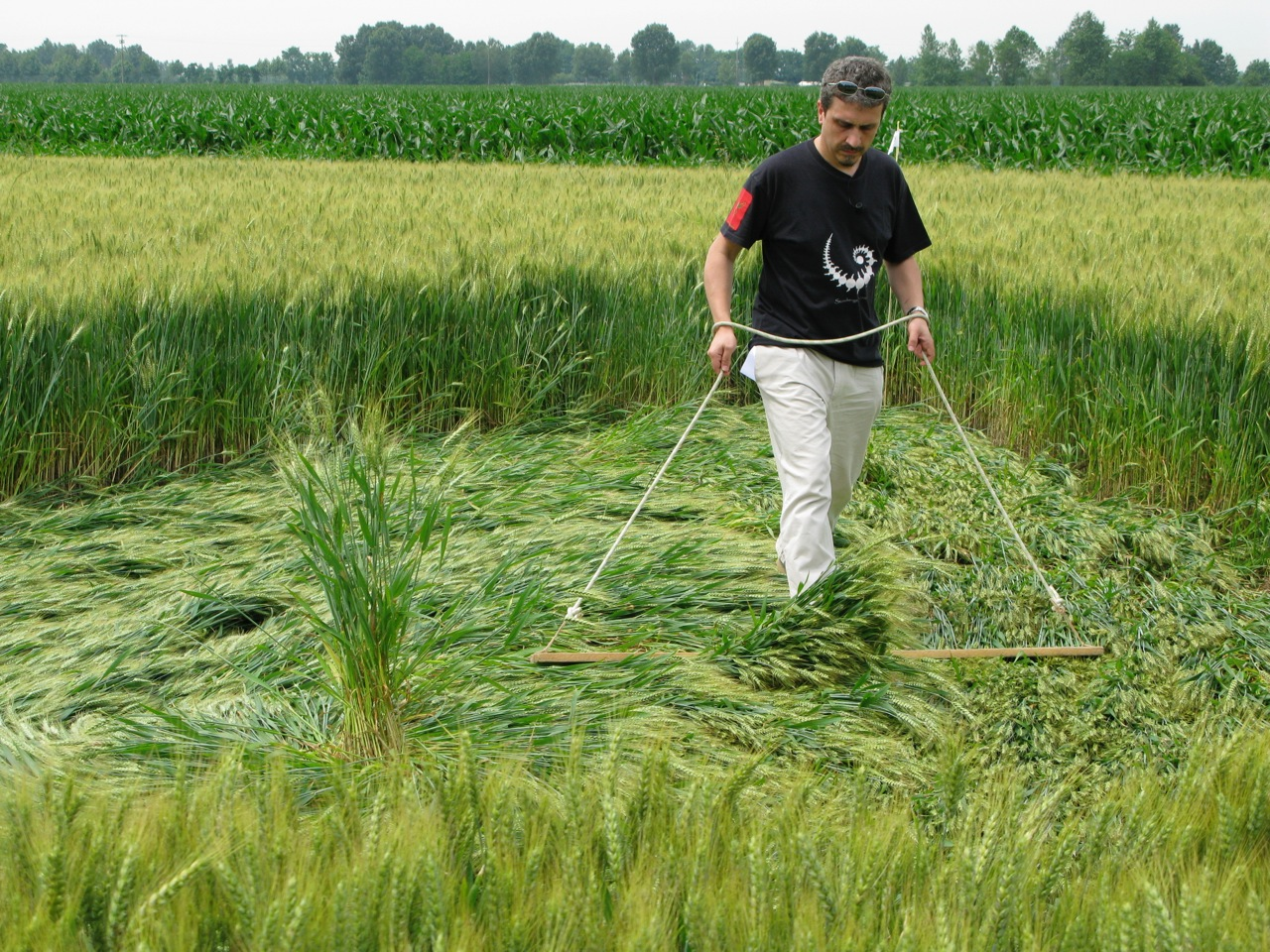
Francesco Grassi maakt een graancirkel.

De organisatie heeft een aantal zogenaamd paranormale fenomenen onderzocht, waaronder:
- Het vermeende bloedwonder van Januarius van Benevento in Napels.[17][18]
- Het Russische medium Nina Kulagina[19]
- De vermeende wonderen van Pater Pio[6]
- Italiaanse graancirkels[6][20]

In september 2005 vroeg het National Geographic Channel-programma Is It Real? (aflevering 10) om een demonstratie van "knock-out"-qi (een techniek om iemand zonder aanraking knock-out te slaan), waarbij instructeur Leon Jay niet in staat was CICAP-onderzoeker Luigi Garlaschelli knock-out te slaan.

## Publicaties
CICAP zet de verspreiding van zijn activiteiten voort door middel van conferenties en publieke lezingen, radio- en televisieoptreden, de publicatie van het kwartaalblad Query (voorheen Scienza & Paranormale, "Wetenschap & Paranormaal"), boeken en artikelen over deze onderwerpen, de conservatie van een bibliotheek en een artikelenarchief.